# Theologiai Kézikönyvek
A Theologiai Kézikönyvek egy 20. század első felében megjelent hittudományi könyvsorozat volt, kötetei pedig a következők:
- 1. Tóth Lajos: Ószövetségi bevezetés, 1937
- 2. Pongrácz József: Máté evangéliuma magyarázata, 1933
- 3. Trócsányi Dezső: Bölcsészeti bevezetés, 1934
- 4. Erdős Károly – Pongrácz József: Újszövetségi bevezetés, 1934
- 5. Pongrácz József: Az Apostolok cselekedetei magyarázata, 1936
- 6. Tóth Lajos: Az Ószövetség vallása, 1938
- 7. Trócsányi Dezső: Bölcselet-történelem, 1939
- 8. Pongrácz József: János evangélioma magyarázata, 1939